# 罗伯特·贝内特·福布斯
罗伯特·贝内特·福布斯 （Robert Bennet Forbes，1804年9月18日—1889年11月23日），是一位船长、在华商人和船东。他积极参与造船、海上安全、鸦片贸易和慈善活动，包括向爱尔兰提供粮食援助，这被称为美国第一次重大救灾行动。

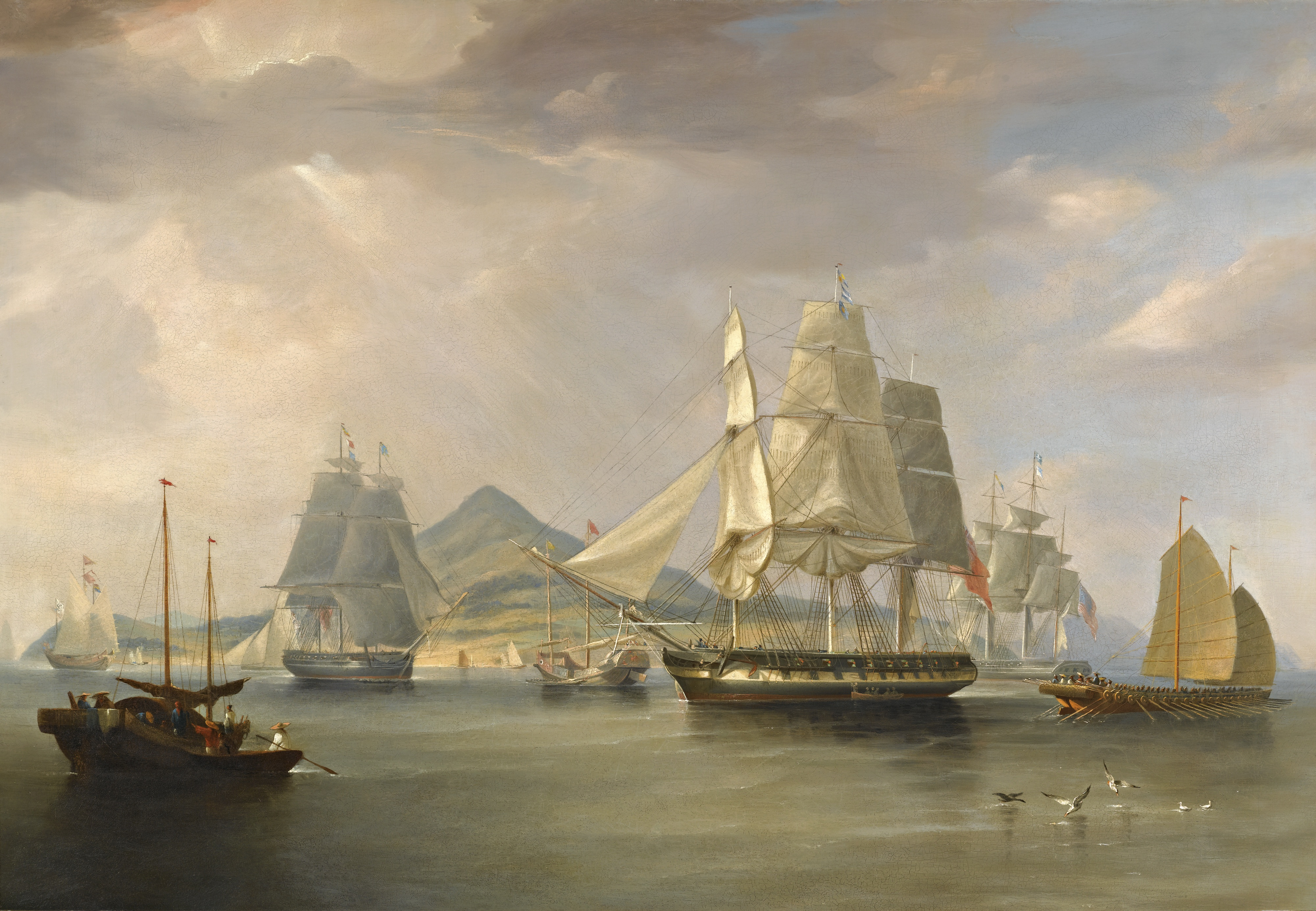
內伶仃岛的鸦片船，1824年

## 早年

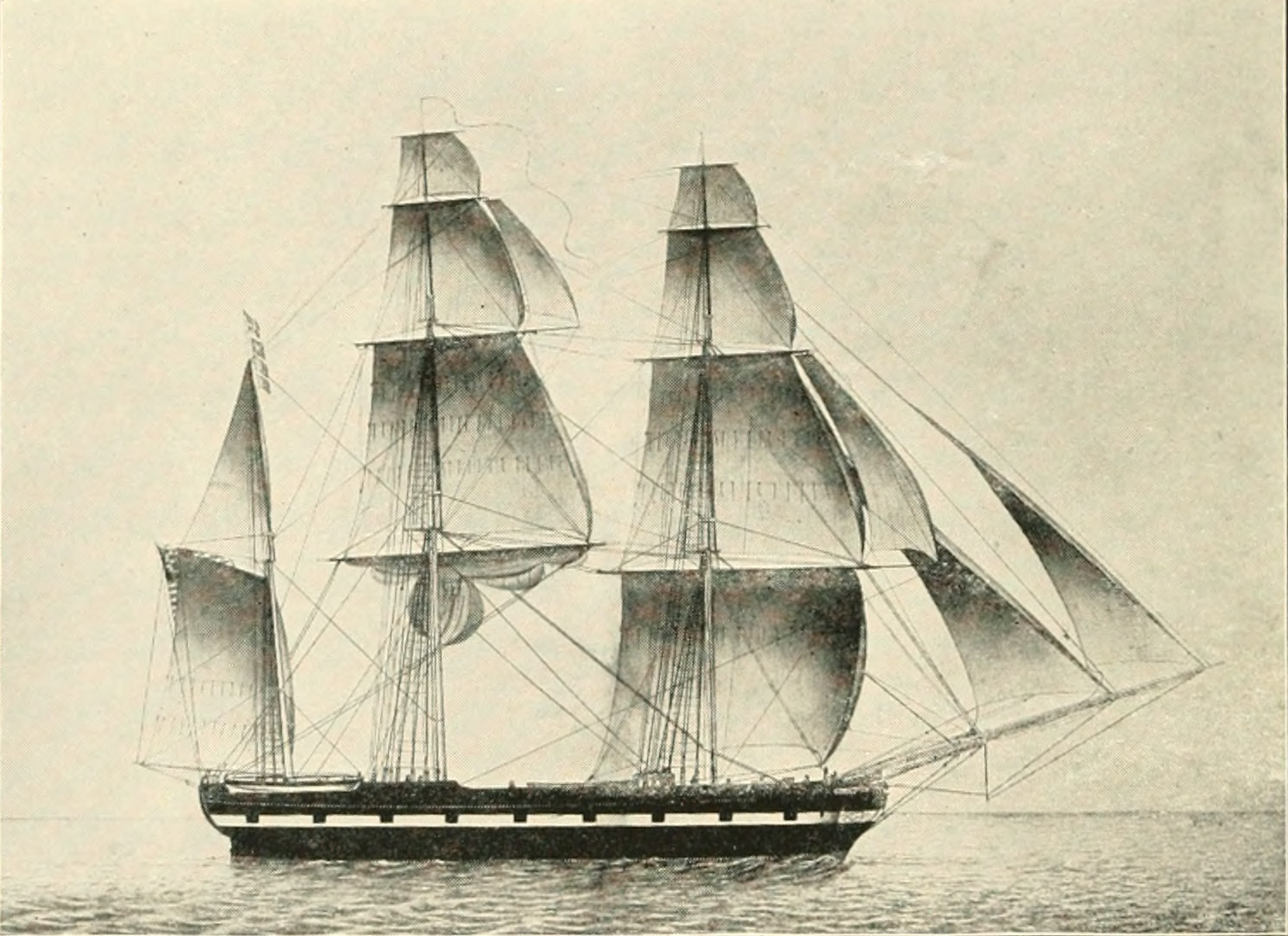
“广州号”

1804年，他出生于马萨诸塞州波士顿的牙买加平原（Jamaica Plain），父亲是拉尔夫·贝内特·福布斯（Ralph Bennet Forbes），母亲是玛格丽特·珀金斯（Margaret Perkins），舅舅是奴隶贸易和中国鸦片商人托马斯·珀金斯（Thomas Perkins）。他的兄弟是托马斯·通诺·福布斯（Tomas Tunno Forbes）和约翰·默里·福布斯（John Murray Forbes）:145。
1817年10月19日，13岁的他在三兄弟中，第一个登上舅舅托马斯的“广州号”，首次航行到中国:145。1818年3月，他经过东部航线到达中国广州。三个月后，他回到了波士顿。
1819年，他乘坐“广州号”进行了第二次航行。在这次航行中，他被提升为第三合伙人。1821年，他成为第二合伙人。

## 船舶指挥和远东贸易
他登上“尼罗河号”，航行到马尼拉。他曾是“黎凡特号”的船主。1825年，他成为了一名正式船长。 “尼罗河号”从马尼拉前往中国，然后去了加利福尼亚，然后从那里去了布宜诺斯艾利斯。
1828年，他受斯特吉斯与珀金斯公司派遣，指挥“多瑙河号”，前往土耳其士麦那和其他欧洲港口进行贸易航行。他后来是“尼安蒂克号”（Niantic）的船长。。
1830 年，旗昌洋行与他舅舅的土耳其鸦片贸易公司合并时，福布斯被安排指挥鸦片仓库船“伶仃号”（Lintin），该船永久停泊在珠江口的內伶仃岛。他负责监督鸦片的重新包装，以及与毒品走私者谈判，这份工作使他赚到第一笔财富:145-6 。他有了充足的财力，慷慨地帮助他的母亲和弟弟。他多次访问中国，成为美国驻广州副领事。
1834年，他与罗斯·格林·史密斯结婚，育有三个孩子：罗伯特·贝内特·福布斯（1837-1891年）、伊迪丝·福布斯（嫁给查尔斯·艾略特·帕金斯）和詹姆斯·默里·福布斯（1845-1885年）。
1841年，他在他的小艇上，目睹了清朝与英国之间的九龙战役。
1889年11月23日，他在马萨诸塞州的米尔顿去世。

## 船只
福布斯拥有或参与了大约70艘船只的建造。
他的第一艘船是“伶仃号”（Lintin），390吨，1830年由斯普拉格和詹姆斯在马萨诸塞州梅德福德建造。福布斯在1830年至1832年之间拥有“伶仃号”，此后她在中国水域航行。 福布斯还拥有“保罗·琼斯号”（Paul Jones，1843年），它把第一批冰运往中国。 "在内战期间，他被政府雇用为志愿者，视察九艘炮艇的建造情况，同时为自己和他人建造了1500吨的“流星号”（Meteor）。

## 福布斯帆装
飞剪式帆船“伟大共和国号”（Great Republic）最初用福布斯的双上桅帆帆桁操纵
福布斯帆装（Forbes rig）的“美人鱼号”（Mermaid）也深受好评，正如1852年布鲁泽柳斯转录的《波士顿地图集》，摘录如下：
史密斯船长的飞剪式三桅帆船“美人鱼号”，最近抵达，在87天内从广州到纽约。当她到达，电报报告福布斯船长为她的指挥官，相反，毫无疑问，她拥有福布斯帆装。当这种帆装的优点被人们了解时，正在慢慢地受到船东的青睐，它将很快被普遍采用。它是大型飞剪式帆船的正确帆装  ... “美人鱼号”... 和其他船只一样，也在环球航行中得到了测试，与通常的装备相比，使用的人员较少。
然而，1855 年，帕尔默号船长公开拒绝了福布斯帆装，转而支持豪伊帆装（Howe rig）。

## 遗产
他在马萨诸塞州的米尔顿为母亲建造了一座希腊复兴式建筑豪宅，由以赛亚·罗杰斯（Isaiah Rogers）设计于1833年，现在是罗伯特·贝内特·福布斯船长之家（Captain Robert Bennet Forbes House）博物馆。
"福布斯船长是马萨诸塞州人道协会的成员和官员、波士顿领航员委员之一、贸易委员会成员、国王礼拜堂堂委、波士顿港口协会的成员，还多次担任各铁路和保险公司的董事。"
福布斯于1849年被授予利物浦沉船和人道协会奖章，表彰其英勇行为。一次，福布斯乘坐的冠达邮轮“欧罗巴号”撞沉了一艘移民船“查尔斯·巴特利特号”，福布斯从“欧罗巴号”的舷墙跳入水中，先救上来一个女人和孩子，然后又救上来一个男人。
1852年，他参与创建了波士顿水手温暖港湾（Sailors' Snug Harbor of Boston），供年老体弱的水手养老之用，并担任首任院长。

## 著作
福布斯的著作中大多数是小册子，包括：